# Stevie Brock
Stephen Ryan Brock (Dayton, 23 ottobre 1990) è un cantante pop statunitense.
Stevie è cresciuto e tuttora vive nei dintorni di Dayton (Ohio). Ha cominciato a cantare all'età di due anni. A 8 anni ha scritto la sua prima canzone: Little Waves.

## Carriera
Nel 2002 ha firmato un contratto con la WIRE Records, la compagnia base di Orlando il cui proprietario è Johnny Wright. Il suo primo singolo è stato "All For Love". L'album di debutto, "Stevie Brock", includeva il video musicale del singolo e un'intervista con 11 tracce.
Qualche tempo dopo è ha partecipato alla canzone "Boy Next Door" dei Triple Image.
Nel 2004 è andato in tournée con Aaron Carter ("Aaron's Jukebox World Tour") e in seguito ha partecipato a tour di Radio Disney come "Jingle Jam Tour" e "Spring Thing Tour".
Recentemente Stevie ha partecipato a  "Radio Disney Jams, Volume 6" con "All For Love," "DisneyMania 2" con  "Zip-A-Dee-Doo-Dah", e "Radio Disney Jingle Jams" (2004) con "Santa Claus Is Coming to Town." Inoltre con due ex-membri dei Dream Street, Greg Raposo e Matthew Ballinger, ha registrato la canzone "Three Is A Magic Number" per il cartone animato "Topolino, Paperino e Pippo: i tre moschettieri".
Attualmente Stevie sta lavorando ad un nuovo album. Ancora senza titolo, l'album si attende per quest'anno. Il suo nuovo singolo  "Worse Case Scenario" si può ascoltare sul suo ufficiale MySpace insieme ad altre sue nuove canzoni come "Better Off With Me".

## Album
- Stevie Brock - (10 giugno 2003)

## Colonne sonore e collaborazioni
- Triple Image: Celebrate - "Boy Next Door" (cantante)
- Radio Disney Volume 6 - "All For Love"
- DisneyMania 2 - "Zip-A-Dee-Doo-Dah"
- Radio Disney Jingle Jams (2004)- "Santa Claus Is Coming To Town"
- Topolino, Paperino e Pippo: i tre moschettieri Soundtrack (con Greg Raposo and Matthew Ballinger)